# EKG (TV-program 2007)
EKG är ett medicinskt infotainmentprogram som produceras av Stockholm-Köpenhamn och visades på Kanal 5 under hösten 2007. Programledare var Ann Söderlund. Programmet gästades av olika människor som berättade om sina sjukdomar. Några av gästerna var Hasse Aro, Marcus Birro och Ebba von Sydow.